# Potrkušci i čučavci
Izrazi potrkušci i, kao njegova suprotnost, čučavci, označavaju određeno ponašanje mladunčadi kralježnjaka.
Potrkušci dolaze na svijet vrlo razvijeni i neposredno nakon valjenja ili koćenja napuštaju gnijezdo. U pravilu, mogu se odmah sami snaći u okolišu, no često ih, ponekad i tjednima, odrasle životinje vode, hrane i štite.
Čučavci dolaze na svijet još relativno nerazvijeni pa zbog svoje bespomoćnosti još duže vrijeme nakon valjenja ili koćenja ostaju vezani za gnijezdo odnosno drugi oblik utočišta. Uživaju u dugotrajnoj (ponekad i više mjeseci) brizi svojih roditelja (briga roditelja je u pravilu vođena instinktom).
Razlikuju se:
- Ekstremni potrkušci: reptili - mladunci se vale potpuno razvijeni i ne uživaju (osim rijetkih izuzetaka) nikakvu roditeljsku skrb;
- Primarni potrkušci: kokoške, patkarice, ždralovke - dugo sjedenje na jajima, mala skrb;
- Primarni čučavci: kukcožderi, glodavci, zvijeri, tobolčari - kratko razdoblje skotnosti, nerazvijeni mladunci, intenzivna roditeljska skrb;
- Čučavci: sokolovke, rodarice - intenzivna skrb;
- Sekundarni potrkušci: parnoprstaši, neparnoprstaši, kitovi, majmuni - dugotrajna skotnost, razvijeni, intenzivan majka - dijete odnos;
- Evoluirani čučavci: vrapčarke, djetlovke, sovovke - kratko vrijeme ležanja na jajima, intenzivna skrb za nedozrele mladunce.